# Wesley (ur. 2003)
Wesley Vinícius França Lima (ur. 6 września 2003 w Açailândii) – brazylijski piłkarz, występujący na pozycji prawego obrońcy we włoskim klubie AS Roma oraz w reprezentacji Brazylii.